# USS Resolute (AFDM-10)
L' USS Resolute (AFDM-710) (ancien YFD-67), est une cale sèche flottante auxiliaire moyenne  de classe AFDM-3 construite en 1945 et exploitée par l'US Navy,.

## Construction et carrière
Le YFD-67 a été construit par Chicago Bridge & Iron Company, à Chicago, dans l'Illinois en 1945. Il a été livré à l'US Navy le 1er janvier 1945 et mis en service plus tard cette année-là. La cale sèche a ensuite été renommée AFDM-10 et a reçu le nom de Resolute.

### Norfolk
En novembre 1984, le sous-marin nucléaire d'attaque (SSN) USS Finback (SSN-670) a commencé sa modernisation (Selected Restricted Availability (SRA)), amarré à Resolute. Le 25 janvier 1987, l'USS Hyman G. Rickover (SSN-709) a lancé une SRA qui comprenait la mise en cale sèche sur Resolute à Norfolk.
Des sous-marins de la classe Los Angeles ont été mis en cale sèche sur Resolute les 25 juin 1995 et 12 avril 1996,.
- L'USS Oklahoma City (SSN-723) a été mis en cale sèche le 12 août 1996[7].
- Plus tard cette année-là, le 12 décembre, l'USS Minneapolis-Saint Paul (SSN-708) y a subi des travaux de réparation[8].

### Seattle
En décembre 2004, la cale sèche a été remorquée jusqu'à la côte ouest et vendue aux chantiers navals Todd-Pacific à Seattle.
- Le 5 février 2014, le destroyer USS Momsen (DDG-92) a été réparé à bord de l'ancien Resolute[9].
- Début janvier 2019, l'USCGC Healy (WAGB-20) a été révisé et réaménagé à l'intérieur de la cale sèche. De décembre 2019 à mi-2021, les croiseurs USS Chosin (CG-65) et USS Cape St.George (CG-71) ont été mis en cale sèche pour les périodes de modernisation (MODPRD).
- D'autres navires y ont subi des réparations et rénovations : Le destroyer USS Sampson (DDG-102), la frégate USS Coronado  (LCS-4) et le littoral combat ship USS Manchester (LCS-14)[10]

## Décoration
- 2 National Defense Service Medal
- 2 Meritorious Unit Commendation
- 2 Navy E Ribbon

## Galerie
|                                                                |
| USS Bainbridge sur AFDM-10 à la base navale de Norfolk en 1995 |

|                                           |
| USS Hyman G. Rickover sur AFDM-10 en 1989 |

### Liens connexes
- Liste des navires auxiliaires de l'United States Navy
- Base navale de Norfolk